# Prisão de Halden
Prisão de Halden (em norueguês:  Halden fengsel) é uma penitenciária de segurança máxima, localizada em Halden, Noruega. Considerada a segunda maior penitenciária norueguesa, foi criada em 2010 com foco na reabilitação de seus detentos. O design simula a vida fora da prisão. Entre outras atividades, esportes e música estão disponíveis para os prisioneiros, que interagem com o pessoal desarmado para criar um senso de comunidade. Elogiada por suas condições humanas, a Prisão de Halden recebeu o Prêmio Arnstein Arneberg por seu design de interiores em 2010 e foi objeto do documentário Where to Invade Next, mas também recebeu críticas por ser muito liberal.

## A prisão
Localizada em Halden, no condado de Østfold, sudeste da Noruega, a Prisão de Halden foi construída ao longo de 10 anos a um custo de 1,5 bilhão de coroas norueguesas (US$ 252 milhões/£ 138 milhões). A prisão recebeu seus primeiros presos em 1º de março de 2010 e foi oficialmente inaugurada em 8 de abril pelo rei Haroldo V. É a segunda maior prisão da Noruega com capacidade para 248 a 252 prisioneiros e uma área de 30 hectares.
Como uma penitenciária de segurança máxima, abriga criminosos perigosos de alta periculosidade, como estupradores, assassinos e molestadores de crianças. Eles compõem metade da população, enquanto um terço dos moradores são infratores da legislação antidrogas. Os agressores sexuais, que podem enfrentar a violência de outros presos, e prisioneiros que exigem supervisão psiquiátrica ou médica, estão localizados na Unidade A, uma área restrita e separada. Há também uma unidade especial (C8), voltada para a recuperação de dependentes químicos. A maioria dos presos vive nas Unidades B e C, que são mais livres e têm blocos de celas mistos. A prisão de Halden recebe criminosos nacionais e internacionais; como apenas cerca de três quintos dos prisioneiros são noruegueses (segundo dados de 2015), tanto o norueguês quanto o inglês são usados, e a prisão tem professores de inglês. No entanto, a fluência em norueguês é um requisito para viver na C8, porque o aconselhamento individual e em grupo é realizado em norueguês.
Não há dispositivos de segurança convencionais, como cercas elétricas ou de arame farpado, torres ou atiradores de elite. No entanto, há vidros de segurança, um muro de concreto e aço de 6 metros de altura e 1,5 km de extensão e um sistema de túneis subterrâneos que os guardas usam para atravessar a prisão. Embora existam câmeras de vigilância nos arredores da prisão, elas não estão presentes nas celas, nos corredores das celas, nas salas comuns, nas salas de aula ou na maioria das oficinas. Embora haja pouca violência relatada, quase exclusivamente na Unidade A, os policiais tentam evitá-la. Se ocorre uma briga entre dois detentos, eles se envolvem em uma sessão de mediação sob supervisão da equipe de segurança. Se a mediação falhar, o mau comportamento repetido ou as violações das regras são punidos com o confinamento em celas solitárias ou a transferência da prisão.

## Design
A prisão foi projetada pelo grupo dinamarquês Erik Møller Architects e pelo norueguês HLM Arkitektur AS, selecionados em um concurso realizado pelo Departamento de Justiça e pela Direção de Construção Pública e Propriedade da Noruega para determinar os projetistas do prédio.
Com foco na reabilitação, foi projetado para simular uma aldeia para que os prisioneiros possam se considerar parte da sociedade. O governo acredita que "quanto menor a diferença entre a vida dentro e fora da prisão, mais fácil será a transição da prisão para a liberdade". Os interiores são pintados e projetados para demarcar as diferenças entre a casa, a escola e o local de trabalho. Ao projetar os interiores da prisão, os arquitetos tentaram separar os prédios internos para que os prisioneiros caminhassem, para fortalecer seu vínculo com o mundo exterior. Os corredores são revestidos com azulejos marroquinos ou têm fotografias em grande escala, como narcisos ou ruas parisienses.
Os exteriores são compostos de tijolos, aço galvanizado e madeira de lariço, em vez de concreto. Os tijolos pretos e vermelhos queimados foram inspirados nas árvores, nos musgos e no leito rochoso dos arredores. A vida natural, incluindo bétulas, mirtilos e pinheiros, também contribui para a reabilitação. O aço, um material "duro", simboliza a detenção, enquanto o lariço, um material "suave", representa a reabilitação e o crescimento. As paredes do quintal e as portas dos banheiros são decoradas por uma pintura de grafite do artista norueguês Dolk, encomendado pela prisão a partir de seu orçamento de arte de 6 milhões de coroas (US$ 1 milhão/£ 640.000).
Todos os aspectos do projeto da prisão visam evitar pressões psicológicas, conflitos e fricção interpessoal. Apesar disso, a parede da prisão foi projetada para segurança. Como o muro é visível em toda parte, era visto como "símbolo e instrumento de punição [dos prisioneiros], tirando sua liberdade", segundo Gudrun Molden, um de seus arquitetos.

## Vida na prisão
Cada cela é de 10 m² e tem uma televisão de tela plana, mesa de trabalho, frigobar, banheiro com chuveiro e janela vertical sem barras que permite a entrada de mais luz. Cada 10–12 células compartilham uma área comum com cozinha e sala de estar; a cozinha tem talheres de aço inoxidável, pratos de porcelana e mesa de jantar, e a sala de estar tem um sofá modular e um sistema de videogame. Enquanto a prisão fornece comida, os prisioneiros também podem comprar ingredientes em sua mercearia e cozinhar suas próprias refeições. Os detentos ficam nas suas celas doze horas por dia, mas são encorajados a passar mais tempo fora delas. Os prisioneiros têm um incentivo de 53 coroas (US$ 9/£ 5,60) por dia para deixar suas celas. Are Høidal, o diretor da prisão, afirmou que quanto menos atividades os prisioneiros têm, mais agressivos eles se tornam. Há uma "Casa de Atividades" e, das 8h às 20h, há práticas em trilhas de corrida e um campo de futebol, enquanto aulas de madeira, culinária e música também são oferecidas. No estúdio de mixagem, os internos podem gravar músicas e um programa mensal transmitido pela estação de rádio local. Uma biblioteca com livros, revistas, CDs e DVDs; um ginásio com uma parede de escalada; e uma capela também está disponível. Os prisioneiros até recebem questionários sobre como sua experiência na prisão pode ser melhorada.
Os detentos podem receber suas famílias, parceiros ou amigos em particular duas vezes por semana, durante duas horas. Quartos individuais com sofá, pia e armário com lençóis, toalhas e preservativos estão disponíveis para visitas a uma única pessoa. Para aqueles com famílias, um quarto maior com brinquedos e fraldários está disponível. Os presos são checados após as visitas e, se forem encontrados itens ilegais, os presos podem perder seus direitos a visitas particulares. Este direito é negado a criminosos de alta periculosidade e visitantes com histórias de delitos de drogas. Há também uma casa separada em estilo de chalé, onde os prisioneiros podem receber visitas de membros da família e ficar com eles por 24 horas. A casa tem uma pequena cozinha, dois quartos, um banheiro, uma sala de estar com uma mesa de jantar, um sofá e uma televisão, bem como uma área de lazer ao ar livre com brinquedos. Estrangeiros não são permitidos e os presos têm que completar um programa de educação para o desenvolvimento infantil para ter visitas de 24 horas de duração. Durante as visitas, os funcionários fazem verificações regulares dos prisioneiros e suas famílias.

## Equipe
Em 2012, a Prisão de Halden tinha 340 funcionários, incluindo professores, profissionais de saúde, personal trainers e guardas. A filosofia da "segurança dinâmica", que incentiva os funcionários e os presos a desenvolverem relações interpessoais, ajuda a prevenir possíveis agressões e garante a segurança. Os guardas comem refeições e praticam esportes com os presos, e normalmente são desarmados porque as armas podem produzir intimidação e distância social. A interação entre prisioneiros e a equipe é projetada "para criar um senso de família", segundo o arquiteto Per Hojgaard Nielsen, e porque a equipe pode ser um modelo para ajudar os internos a recriar seu senso de rotina fora dos muros da prisão. Metade dos guardas são mulheres, já que Høidal acredita que minimiza a agressão. As cabines de segurança também foram projetadas para serem pequenas e apertadas, para encorajar os policiais a interagir mais com os detentos.

## Impacto
Os habitantes da cidade de Halden vêem a prisão de forma positiva, como uma oportunidade de encontrar emprego e não como algo ruim. Nina Margareta Høie, da revista The Nordic Page, afirmou que a prisão é "conhecida por ter as condições mais humanas da Europa", enquanto William Lee James da revista Time e Amelia Gentleman, do jornal britânico The Guardian, a chamaram de "a prisão mais humana do mundo". A BBC informou que o projeto da prisão escocesa HMP Grampian foi inspirado por Halden.
Em 2010, a prisão de Halden foi escolhida para o World Architecture Festival Awards, e seu design de interiores ganhou o Arnstein Arneberg Award. Em 2014, como parte da série de documentários 3D de Wim Wenders, Cathedral Mads of Culture, Michael Madsen dirigiu um curta-metragem explorando como o design e a arquitetura da prisão influenciam o processo de ressocialização. Naquele mesmo ano, outro filme sobre a prisão de Halden foi produzido: The Norden, um telefilme produzido pela Yle, a emissora pública da Finlândia, explorou as reações de James Conway, um ex-superintendente da Penitenciária  Attica Correctional Facility de Nova York, durante uma visita à prisão. Conway afirmou: "Esta é a utopia da prisão. Não acho que você possa ir mais liberal - além de dar às chaves os detentos". Em seu documentário de 2015, Where to Invade Next, o cineasta Michael Moore apresentou a Prisão de Halden como um exemplo de como os Estados Unidos deveriam administrar seu sistema prisional.
No entanto, o Partido do Progresso, de ideologia conservadora e populista de direita, criticou a prisão de Halden. O número de estrangeiros nas prisões norueguesas aumentaram de 8,6% em 2000 para 34,2% em 2014; Per Sandberg, vice-líder do partido, atribui isso ao "alto padrão de Halden", argumentando que as instalações de Halden deveriam ser reservadas para cidadãos noruegueses. O partido também argumentou que a qualidade de vida de Halden é "melhor do que em muitos asilos para idosos".